# Бил Кришчан
Вилијам Дејвид „Бил” Кришчан (енгл. William David "Bill" Christian; Вороуд, 28. јануар 1938) некадашњи је амерички хокејаш на леду који је играо на позицијама нападача. Године 1984. постао је члан Куће славних америчког хокеја, односно Куће славних ИИХФ-а од 1998. године.
Као члан сениорске репрезентације Сједињених Држава освојио је златну олимпијску медаљу на ЗОИ 1960. у америчком Скво Валију. Играо је за амерички олимпијски тим и четири године касније на ЗОИ 1964. у Инзбруку.
Чланови његове уже и шире породице активно су се бавили и баве се хокејом на леду. Његова браћа Горди и Роџер такође су играли за америчку репрезентацију током педесетих и шездесетих година прошлог века. Његов син Дејв Кришчан члан је златне олимпијске генерације Сједињених Држава са ЗОИ 1980. године. Његов унук је амерички репрезентативац Брок Нелсон.